# Bilancio condominiale
Il bilancio condominiale è il documento contabile con il quale viene rappresentato ai partecipanti al condominio il rendiconto della gestione svolta dall'amministratore (ovvero l'esposizione delle spese sostenute durante il suo mandato elencate e ripartite fra le unità immobiliari), la situazione patrimoniale (crediti e debiti) e la situazione di cassa (bilancio delle entrate e delle uscite verificatesi nel periodo preso in considerazione).
Il bilancio è approvato dall'assemblea con le maggioranze previste dall'art. 1136 c.c.

## Bilancio Consuntivo e Riparto millesimale Consuntivo
Un bilancio ha un esercizio che può essere coincidente con l'anno solare (01/01 - 31/12) o meno (es. 01/10 - 30/09). La scelta è in quanto stabilito dal regolamento di condominio.
Il bilancio, presentato ai condomini, è composto dal Bilancio Consuntivo e dal Riparto millesimale Consuntivo (prospetto nel quale vengono ripartite le spese a tutte le unità immobiliari secondo le tabelle millesimali o altro criterio previsto dal regolamento), si viene a conoscenza di come le somme versate sono state spese, e di conseguenza se sono state insufficienti oppure se sono state in eccedenza. Tale differenza viene denominata Conguaglio e può essere attivo o passivo, ovvero a credito o a debito dei condomini.

## Bilancio Preventivo
Unitamente al bilancio Consuntivo si presenta ai condomini il Bilancio Preventivo (trattasi di un elenco delle voci di spesa previste con relativi importi, il cui totale corrisponderà alla somma complessiva che sarà riscossa durante l'anno cui si riferisce) in base al quale si delineano le spese che dovranno essere sostenute nel corso dell'esercizio. Dal riparto spese, nel quale sono iscritte le voci di spesa e le cifre previste per ognuna, si calcola il versamento delle somme necessarie alla gestione in via anticipata secondo lo stato di riparto approvato dall'assemblea.
Il confronto fra il consuntivo e il preventivo relativi allo stesso esercizio è utile per verificare gli scostamenti delle spese - in aumento o in diminuzione - dalle previsioni. Tali scostamenti dànno luogo al conguaglio.

## Conguaglio
È importante distinguere le somme dovute a preventivo dalle somme da pagare a consuntivo. La loro differenza è il conguaglio.

## Riparto millesimale consuntivo
Tanto premesso, nell'ambito della verifica consuntiva, in allegato al Bilancio Consuntivo di ogni anno è presente il Riparto millesimale consuntivo: in tale prospetto sono riportati i totali di spesa per ogni singola tabella di riparto, che sommati danno origine all'importo complessivamente imputato ad ogni condomino; tale importo viene messo a confronto con il totale delle quote versate a preventivo per rilevare il Conguaglio che, come osservato in precedenza, potrà essere a credito del condomino o a debito del condomino. È consuetudine, ma non regola vincolante, che le spese siano riportate con cifre anteposte il segno (+) e gli incassi o quote a credito dei condomini (-). Tale impostazione può variare o essere invertita in base alle impostazioni dei software gestionali ad uso dei vari amministratori. Ad oggi non esistono modelli pre-impostati per la redazione di un rendiconto che un amm.re debba seguire.
I condomini potranno richiedere all'amministratore, previo appuntamento, l'esibizione dei giustificativi contabili oggetto dei movimenti nel rendiconto a loro consegnato.

## Saldo
Nella parte conclusiva del bilancio consuntivo può essere riportata la situazione riepilogativa della gestione con il rapporto entrate/uscite - il saldo - evidenziato il saldo della gestione precedente ed i versamenti incassati e la consistenza di eventuali fondi cassa. Tale conteggio porta al saldo di gestione.

## Disavanzo di cassa
Il disavanzo di cassa è rappresentato da uno scoperto del conto corrente certificato dall'estratto conto di fine periodo dal quale si evince l'importo negativo.
Non può essere utilizzato per evidenziare anticipazioni dell'amministratore calcolate come totale a pareggio in bilancio e non riscontrabili da versamenti sul c/c condominiale o nelle entrate condominiali.

## Debito
Nei debiti dovranno essere inserite le spese non pagate, i fondi di riserva (fondo cassa, TFR, ecc., con separata indicazione dell'eventuale incremento dell'anno) ed eventuali ulteriori debiti a vario titolo.